# 베이징 난위안 공항
베이징 난위안 공항(중국어: 北京南苑机场, 영어: Beijing Nanyuan Airport, IATA: NAY, ICAO: ZBNY)은 중국 베이징시 펑타이구에 있었던 과거 국내선 전용 공항이자 군용 공항으로 1910년에 개항한 뒤 무려 109년동안 운영되어 오다가 베이징 다싱 국제공항이 개항하면서 2019년 9월 26일 폐쇄되었다.

## 역사
이 공항은 본래 군 전용 비행장이었다가 2005년부터 중국 인민해방군의 군용 항공에서 출발한 차이나 유나이티드 항공이 중국 국내선 항공편을 운항했으며 이 항공사의 단독 허브 공항이었는데 당시 베이징 수도 국제공항의 포화 때문에 2011년부터는 이용객이 빠르게 증가하였다.
2019년 9월 25일 공항 남쪽의 다싱구에 베이징 다싱 국제공항이 개항하면서 공역(空域)이 겹치는 문제 때문에 군 공항 기능을 포함한 공항 기능을 전부 이관한 뒤 다음날에 공항이 폐쇄되었으며 차이나 유나이티드 항공도 자연스럽게 허브 공항을 다싱으로 이전했다.

## 같이 보기
- 베이징 수도 국제공항
- 베이징 다싱 국제공항
- 중화인민공화국의 공항 목록